# 藤田朋子
藤田 朋子（ふじた ともこ、1965年〈昭和40年〉8月3日 - ）は、日本の女優、歌手。東京都世田谷区出身。ホリプロ・ブッキング・エージェンシー所属。

## 人物・来歴
玉川学園高等部・玉川大学文学部外国語学科卒業。川上麻衣子は玉川学園高等部の同級生で親しい。
元々はポール・マッカートニーのファンだったが、それ以前はタケカワユキヒデのファンであり、タケカワユキヒデに会いたい気持ちが募り、ゴダイゴの作詞をしていた奈良橋陽子の主宰する英語塾（MLS）に通い演劇の基礎を学ぶ。
1987年、ミュージカル『レ・ミゼラブル』にて女優デビュー。
1988年、『ノンちゃんの夢』でテレビデビューし知名度が上がる。
1989年9月21日、シングル『THE WOMAN IN ME』にて歌手デビュー。
1990年より『渡る世間は鬼ばかり』に出演。主人公・岡倉大吉の五女・長子を演じ、長年に渡ってレギュラー出演する。
2005年4月、アコーディオン奏者・桑山哲也と結婚。

## 人物
- ポール・マッカートニーやタケカワユキヒデだけでなく、フィンガー5、西城秀樹、風見しんごなどのファンでもある。
- 趣味は音楽で、自分のバンドも持ち、ボーカルを担当している。ライブ活動も多数。
- 英語が堪能。ゴダイゴの英語曲の歌詞から英語に興味を持った[8]。
- キリスト教徒（クリスチャン）で、日本宣教会（プロテスタント系）の信者[9]。

## 出演

### テレビドラマ
（主に主演、ゲスト主役）
NHK
- 連続テレビ小説（総合）
  - ノンちゃんの夢（1988年） - 結城暢子 役
  - まれ（2015年） - 榊原美里 役
- 晴のちカミナリ（1989年、総合） - 茜 役
- 石井真清の生涯（1998年、BS-2）
- いつか陽のあたる場所で（2013年、総合） - 小森谷雪江 役
- 希望の花（2014年、総合） - 杉浦千鶴 役
- 居酒屋兆治（2020年、総合） ‐ 峰子ママ

日本テレビ系
- 水曜グランドロマン
  - 「平成元年愛情物語」（1989年）
  - 「ダブル・ウーマン・ベビー」（1990年）
  - 「するの、しないの?結婚」（1991年）
  - 「ぼくの娘を盗むのですか」（1991年6月19日） - 西村伸子 役
- 火曜サスペンス劇場
  - 「歪んだ果実」（1996年） - 坂口弓子 役
  - 「警部補 佃次郎12」（2001年） ‐ 佐野妙子 役
  - 「臨床心理士5～7」（2002年） - 南条早苗 役
  - 「街の医者・神山治郎5」（2003年） - 岡部聡美 役
  - 「京都金沢殺人事件シリーズ6」（2004年） - 小田原花織 役
  - 「屋形船の女3」（2004年） - 工藤光子 役
  - 「監察医・室生亜季子35」（2004年） - 伊藤菜々 役
  - 「軽井沢ミステリー7」（2005年） ‐ 明石直美 役
- 金曜ドラマシアター「お久しぶりだね!」（1992年、よみうりテレビ）
- ドラマシティー'92（よみうりテレビ）
  - 「俺のベイビー」（1992年）
  - 「汚点〜替え玉入試事件」（1992年）
  - 「女が愛を裁くとき」（1992年）
  - 「アイシテイルと描いてみた」（1992年） - 吉川伴子 役
- 心療内科医・涼子（1997年） - 市枝伸子 役
- 外科医有森冴子II（1992年）
- 別れさせ屋（2001年、よみうりテレビ）
- 金曜スーパープライム「ミエルオンナ月子〜真夏の夜のコワーイ話〜」（2011年） - 浅丘月子の母（回想） 役
- 金曜ロードSHOW!特別ドラマ企画「仮面ティーチャー」（2014年） - 賀東真知子 役
- GO HOME〜警視庁身元不明人相談室〜 最終話（2024年） - 藤田真知子 役[10]

TBS系
- 土曜ドラマスペシャル「追憶のクリスマス・イブ」（1988年）
- 愛すべき酔っぱらいに捧ぐ（1990年）
- ドラマチック22
  - 「ミニパトより愛をこめて」（1990年-1991年）
  - 「めざせ!イカ天 ロックンロールOL物語」（1990年）
- ギミア・ぶれいく「ユスリ有限会社・満福鶴丸の内職」（1990年）
- 木枯し紋次郎スペシャル 年に一度の手向け草（1990年）
- 渡る世間は鬼ばかり - 本間（岡倉）長子 役
  - パート1（1990年10月）
  - パート2（1993年4月）
  - 秋のスペシャル（1994年9月）
  - 年末スペシャル（1995年12月）
  - パート3（1996年4月）
  - お正月特別スペシャル（1998年1月）
  - パート4（1998年10月）
  - パート5（2000年10月）
  - パート6（2002年4月）
  - パート7（2004年4月）
  - パート8（2006年4月）
  - パート9（2008年4月）
  - パート10（2010年10月）
  - ただいま!2週連続スペシャル（2012年9月）
  - 今年も渡鬼が帰ってくる2週連続2時間スペシャル（2013年5月）
- 月曜ドラマスペシャル
  - 「私を騎手にして」（1990年）
  - 「袖ノ下捕物帖」（1991年）
  - 「イラク人質の妻たち」（1991年）
  - 「ソーギ屋ケンちゃん」（1992年）
  - 「伊豆温泉めぐり殺人ルート」（1994年）
  - 「浅見光彦シリーズ2 天城峠殺人事件」（1994年） - 小松朝美 役
  - 「観光バスが消えた…鳥羽・伊勢志摩ツアーの罠」（1995年）
  - 「京都貴船連続殺人」（1996年）
  - 「保護司堂本ガンバります!群上八幡連続殺人事件」（1996年）
  - 「思い出せない」（1996年）
  - 「弁護士芸者のお座敷事件簿シリーズ」（1997年 - 2000年） - 主演・栗原奈津子 役
  - 「斜光」（1998年）
  - 「ラスト・ドライブ」（2000年）
- ルージュの伝言 Vol.3「卒業写真」（1991年4月17日）
- 日曜劇場「結婚式ものがたり」（1991年）
- 源氏物語 上の巻・下の巻（1992年 TBS）
- 素敵な恋をしてみたい「星に願いを」（1992年）
- 泣きたい夜もある（1993年、毎日放送）第4回「三度目の偶然」
- 結婚したい男（1994年、毎日放送）
- 夏!デパート物語（1995年）
- 3つの恋の物語「ない!」（1996年）
- HOTEL 第5シリーズ（1998年） ‐ エミイ・スギタ 役
- ママの遺伝子（2002年） - 藤木佳子 役
- 初蕾（2003年） - おしの 役
- 官僚たちの夏（2009年） - 鮎川妙子 役
- 月曜ゴールデン
  - 「浅見光彦シリーズ28」（2009年10月5日） - 笹倉克子 役
  - 「捜し屋★諸星光介が走る!4」（2008年6月2日） - 川中美奈 役
- 月曜名作劇場
  - 犯罪資料館 緋色冴子シリーズ1（2016年8月29日） - 友部真紀子 役
  - 新・浅見光彦シリーズ4「華の下にて」（2018年12月17日） - 平山一子 役
- ひとりぼっち -人と人をつなぐ愛の物語-（2023年4月9日、TBS）[11]

フジテレビ系
- 男と女のミステリー「幸福発・迷路行き」（1988年）
- 君の瞳に恋してる!（1989年）
- 愛しあってるかい!（1989年） - 篠田里美 役
  - 愛しあってるかい!スペシャル（1990年） - 篠田里美 役
- 西村京太郎サスペンス トンネルに消えた…神隠し?雪の十勝川（1990年、関西テレビ）
- 金曜ドラマシアター
  - 「実録犯罪史シリーズ 危険な花嫁・札幌テレクラ殺人事件」（1991年）
  - 「家族いろいろ貸します」（1992年）
- 世にも奇妙な物語
  - 『瞳の中へ』（1991年）
  - 『青い鳥』（1992年） - 石田昭子 役
- LOVE 第8話「ピクニック」（1991年）
- サラリーマンでんがなまんがな節（1991年）
- 旅情サスペンス 南房総・蜜と毒…幸せは渡せない（1992年、関西テレビ）
- 金曜エンタテイメント
  - 「平成・女の事件簿 花嫁と呼ばれた女」（1993年）
  - 「女たちの戦争」（1995年）
  - 「炎の料理人 周富徳物語」（1995年）
  - 「松本清張スペシャル 霧の旗」（1997年） - 佐藤信子 役
  - 「お気らく主婦の豪華エステリゾート殺人事件1」（1998年） - 鷺沢ユリ 役
  - 「天童よしみの歌姫探偵 温泉カラオケ殺人事件」（2002年） - 勝子 役
- 琉球偉人伝説（2003年）
- 嫁 VS 姑の事件簿（2004年）
- 金曜プレステージ
  - 「法の庭」（2007年） - 藤田直子 役
  - 「外科医 鳩村周五郎7」（2010年） - 鳩村奈緒美 役
  - 「淋しい狩人」（2013年） - 岩永梨沙子
- グッドモーニング・コール （2016年2月12日 - 、フジテレビオンデマンド、Netflix） - 菜緒の母親 役
- おいハンサム!!（2022年1月8日 - 2月26日、東海テレビ） - ミチル 役[12]
  - おいハンサム!!2（2024年4月6日 - 5月25日）

テレビ朝日系
- 冬の橋 愛しき日々よ（1988年）
- オモチャを抱いた大人たち（1989年）
- 木曜ドラマ「自由の丘に私が残った」（1990年）
- 真夏の刑事（1992年） - 小野崎ゆり 役
- 本当にあった怖い話「黒いカバン」（1992年5月11日）
- ラブストーリーを君に'92「いつまでも変わらぬ愛を」（1992年）
- 真夜中を駆けぬける（1993年、朝日放送）
- 月曜ドラマ・イン「青春の影 (テレビドラマ)|青春の影」（1994年） - 内村瞳 役
- 土曜ワイド劇場
  - 「映画みたいな殺人」（1995年）
  - 「津軽海峡を渡る殺人者」（1996年、朝日放送）
  - 「銀河鉄道に乗る逃亡者」（1996年、朝日放送）
  - 「竜飛岬に消えた殺人者」（1997年）
  - 「みちのく美女伝説殺人事件」（1998年）
  - 「宗谷海峡に消えた殺人者」（1998年、朝日放送）
  - 「ダイエット三姉妹の旅情事件簿3 - 5」（1999年 - 2001年、朝日放送/大映テレビ） - 主演・柳三樹子 役
  - 「信州路に消えた殺人者」（1999年）
  - 「嫁姑が謎に挑戦6」（1999年、朝日放送）
  - 「タクシードライバーの推理日誌17」（2003年） - 鳴海久美子 役
  - 「松本清張の証言」（2004年） - 石野美紀子 役
  - 「法医学教室の事件ファイル19」（2004年）
  - 「検事・朝日奈耀子3」（2005年）
  - 「温泉 (秘) 大作戦12」（2013年、朝日放送） - 松本孝子 役
  - 「100の資格を持つ女11」（2016年、朝日放送） - 鈴木弘美 役
- 海鳴りやまず 八丈鬼火島（1995年・時代小説）
- はぐれ刑事純情派
  - 第13シリーズ第23話（2000年） - 国枝慶子 役
  - 第15シリーズ第11話（2002年） - 荻野幸子 役
  - 第16シリーズ第23話（2003年）「田崎刑事が母に!?顔のない男」 - 神谷麻実 役
  - 第17シリーズ第3話（2004年） - 井沢恵子 役
  - 第18シリーズ第5話（2005年） - 江田智子 役
- おみやさん（2005年） - 宮本朝美 役
- 相棒（2006年） - 八島景子 役
- 鹿鳴館（2008年）
- TRICK 新作スペシャル3（2014年） - 水神月子 役
- 刑事7人 第2シリーズ（2016年） - 横田芙美代 役
- 日曜ワイド
  - 「広域警察9」（2017年） - 福島香織 役
- マイダイアリー 第8話（2024年12月15日、 - 太田洋子 役

テレビ東京系
- 日曜女のサスペンス「赤い猫 殺された母20年目の罪の決算書」（1989年）
- 映画みたいな恋したい「眠れぬ夜のために」（1991年）
- 君だけにメリークリスマス（1991年）
- 女と愛とミステリー「骨壺を抱く二人の女」（2001年） - 秀美 役
- 水曜ミステリー9
  - 「刑事吉永誠一 涙の事件簿3」（2005年）
  - 「旅行作家・茶屋次郎7」（2007年） - 中村咲江 役
  - 「葬儀屋松子の事件簿」（2012年） - 富永友美 役
  - 「刑事吉永誠一 涙の事件簿11」（2013年） - 赤沢佐智枝 役
  - 「逆光 保護司・笹本邦明の奔走」（2014年） - 笹本千鳥 役
  - 「犯罪科学分析室 電子の標的2」（2016年） - 克実東子 役
- 超歴史ミステリー 大奥III（2007年）
- 三匹のおっさん〜正義の味方、見参!!〜（2014年） - 小島育代 役
- 模倣犯 (小説)（2016年） - 高井文子 役
- 浦安鉄筋家族（2020年） - 柳梅 役
- 記憶捜査2〜新宿東署事件ファイル〜 最終話（2020年12月24日） - 志田聖子 役
- 八月は夜のバッティングセンターで。（2021年） - 夏葉美智子 役
- 夫を社会的に抹殺する5つの方法 Season2（2024年） - 日野真澄美 役[13]

WOWOW
- 蒼い瞳とニュアージュ（2007年） - 緒方和美 役
- 邪神の天秤　公安分析班(2022年) - 助産師 役

時代劇専門チャンネル
- 約束（2024年）[14]
- 鬼平犯科帳 暗剣白梅香（2025年放送予定）[15]

### 映画
- スキ!（1990年、東宝）
- ザ・中学教師（1992年） - 長内純子 役
- ミスター・ベースボール Mr. Baseball（1992年、米・ユニバーサル作品）
- Flirt （1995年、日本・アメリカ・ドイツ合作）
- The Winds Of God （1995年）
- 流れ板七人（1997年、東映）
- 極道の妻たち（1998年）
- アイ・ラヴ・フレンズ（2001年）
- ベースボールキッズ（2003年）
- 築城せよ!（2009年） - 佐々木律子 役
- WAYA! 宇宙一のおせっかい大作戦（2011年）
- 向日葵の丘 1983年・夏（2015年）[16]
- ポプラの秋（2015年）[17]
- 手をつないでかえろうよ〜シャングリラの向こうで〜（2016年） - バーのマダム役
- 無伴奏（2016年） - 千葉愛子 役
- 好きでもないくせに （2016年）
- ハイヒール革命!（2016年） - 高木幸子役[18]
- こいのわ 婚活クルージング（2017年、KADOKAWA） - 宏美 役
- ハチとパルマの物語（2021年5月28日公開） - 豊田ゆめ 役
- エッシャー通りの赤いポスト（2021年12月25日） - 咲ますみ 役
- 極主夫道 ザ・シネマ（2022年6月3日） - 加藤 役[19][20]
- 銀平町シネマブルース（2023年2月10日） - 桐谷陽子 役[21]
- 湯道（2023年2月23日） - 横山雅代 役[22]
- 朽ちないサクラ（2024年6月21日） - 津村雅子 役[23]
- V. MARIA（2025年4月1日）[24]

### 舞台
- スーパー・ロック・ミュージカル<MONKEY>（1986年1月、サンシャイン劇場） - 影コーラス[25]
- レ・ミゼラブル
- ショウケース
- THE WINDS OF GOD
- 渡る世間は鬼ばかり
- エニイシングゴーズ
- 5 オクロックガール
- マンハッタンの女たち
- 蝶の巣
- 迷宮伝説・雨月の愛
- dream of passion
- アシバー沖縄遊狭伝
- ヴァニティーズ
- 喜和
- 女たちの忠臣蔵
- 花嫁
- 空のかあさま
- おんなの家
- 花は紅　夢千代一座
- 君と見る千の夢
- 三婆
- 女たちの忠臣蔵
- おばこ/渡辺えり愛唱歌（2016年2月、三越劇場） - くみ 役[26]
- アルプスの少女ハイジ
- 小公子セディ
- あねさきの風 〜学び直しで立ち直った不良たちと学校の物語〜[27]
- 夕 -ゆう-[28]

### 音楽番組
- 音楽・夢コレクション（1989年、NHK総合）

### ラジオ
- スーパーFMマガジン NORU SORU（1990年4月 - 1994年3月、JFN系ネット） - CHAGEと共に火曜日パーソナリティを担当
- 大竹まこと ゴールデンラジオ「大竹メインデッシュ」にゲスト出演（2011年10月12日、文化放送）
- 志の輔ラジオ 落語DEデートにゲスト出演（2011年10月23日、文化放送）
- The Beatles Lover No.5（2020年4月 - 2022年3月、ジェイクランプ制作・コミュニティFM局ネット）
- 5時から"誠"論（2023年5月 - 12月、ラジオNIKKEI第1） - 水曜日のみ出演

### バラエティ・情報番組
- 山瀬まみ・藤田朋子のおませなふたり（1991年10月16日 - 1992年9月16日、テレビ朝日）
- 情報プレゼンター とくダネ! （2008年12月12日・19日、2009年2月6日、フジテレビ） - コメンテーター
- 土曜スペシャル（準レギュラー、テレビ東京）
  - みちのく奥州街道 日光〜松島 ローカル路線バス乗り継ぎ 人情ふれあい旅（2009年9月5日）
  - なるほど再発見!明治〜昭和の写真でめぐる東京散歩（2010年10月30日）
  - 旅が3倍楽しくなる!なるほど観光ツアー（2011年2月26日）
  - 大場久美子と共に谷川岳山頂に挑む（2011年10月15日）
- 有吉ゼミ（2013年 - 、日本テレビ） - 「藤田夫妻のドケチ技シリーズ」コーナー担当
- 歌がうまい王座決定戦（2008年 - 2013年、フジテレビ） - 2011年1月放送回では優勝も経験。
- 朝のさんぽ道
- ちょっと福岡行ってきました!（2018年 - 、TVQ九州放送）

他多数

### CM
- 資生堂 化粧品デー　新年ポスター他
- 日立　お客様感謝デー
- ブルボン
- 白元（現：白元アース）
- ケンコーマヨネーズ
- アリさんマークの引越社
- JR東海
- チョーヤ梅酒 「ペリーラ他」（1990年代）
- 世田谷自然食品「乳酸菌が入った青汁」（2017年）

### 声優

#### 吹き替え
- ベニスで恋して（2001年、主人公ロザルバ・バルレッタ〈リーチャ・マリェッタ〉）
- ミラベルと魔法だらけの家（2021年、ペパ[29]）

## 音楽

### シングル
| #                | 発売日           | 曲順             | タイトル               | 作詞             | 作曲                         | 編曲             | 規格品番         |
| ポニーキャニオン | ポニーキャニオン | ポニーキャニオン | ポニーキャニオン       | ポニーキャニオン | ポニーキャニオン             | ポニーキャニオン | ポニーキャニオン |
| ---------------- | ---------------- | ---------------- | ---------------------- | ---------------- | ---------------------------- | ---------------- | ---------------- |
| 1                | 1989年 9月21日   | 01               | THE WOMAN IN ME        | Bunny Hull       | Bunny Hull                   | 横倉裕           | PCDY-00002       |
| 1                | 1989年 9月21日   | 02               | FALL OUT OF LOVE       | 奈良橋陽子       | Joey Carbone                 | 横倉裕           | PCDY-00002       |
| 2                | 1990年 2月21日   | 01               | ONE FINE DAY           | Gerry Goffin     | Carole King                  | 横倉裕           | PCDY-00031       |
| 2                | 1990年 2月21日   | 02               | ON MY OWN              | Bunny Hull       | 藤田大土                     | 横倉裕           | PCDY-00031       |
| 3                | 1990年 9月21日   | 01               | Color Me With Love     | 奈良橋陽子       | Joey Carbone Dennis Belfield | Joey Carbone     | PCDY-00052       |
| 3                | 1990年 9月21日   | 02               | Time To Say Goodbye    | 奈良橋陽子       | タケカワユキヒデ             | 鳥山雄司         | PCDY-00052       |
| 4                | 1991年 2月21日   | 01               | RUN TO HIM             | TOKO 奈良橋陽子  | Mark Davis                   | Mark Davis       | PCDY-00076       |
| 4                | 1991年 2月21日   | 02               | SHOOTING FOR THE STARS | Lorraine Feather | 横倉裕                       | 横倉裕           | PCDY-00076       |
| 5                | 1991年 11月21日  | 01               | 冬の予感               | 岩里祐穂         | 馬飼野康二                   | 鳥山雄司         | PCDY-00095       |
| 5                | 1991年 11月21日  | 02               | 星のイニシャル         | 鮎川麻弥         | 鮎川麻弥                     | 鳥山雄司         | PCDY-00095       |
| Sony Records     |                  |                  |                        |                  |                              |                  |                  |
| 6                | 1994年 6月1日    | 01               | アリス                 | 夏実唯 / TOKO    | 財津和夫                     | 梅垣達志         | SRDL-3849        |
| 6                | 1994年 6月1日    | 02               | 空が痛い               | 田口俊           | 梅垣達志                     | 梅垣達志         | SRDL-3849        |

### アルバム
1. THE WOMAN IN ME（1989年10月21日、ポニーキャニオン／PCCY-00003）
2. colors of love（1990年9月21日、ポニーキャニオン／PCCY-00146）
3. moments（1991年11月21日、ポニーキャニオン／PCCY-00298）
4. Because（1994年7月1日、ソニー・ミュージックレコーズ／SRCL-2932）

## 書籍
- ノンちゃんのように―トコちゃんの夢（1988年8月、CBS・ソニー出版）ISBN 978-4789703840
- ほら夢みてた（1990年7月、日之出出版）ISBN 978-4891980894
- FUTABASHA SUPER MOOK ソニー・カセットテープ・マニアックス（2024年6月、双葉社） ISBN 978-4-5754-5971-5
  - 同書籍のインタビュー「藤田朋子『ソニー = おしゃれなものとしてカセットを選んでいた』」（102 - 103頁）を掲載